# Castello della Cecchignola
Il Castello della Cecchignola è un complesso di diverse epoche, sede di alcune fondazioni culturali, di una biblioteca specializzata nell'arte e nei materiali lapidei, e dell'Università dei marmorari, situato a Roma nel quartiere Giuliano-Dalmata.

La torre maggiore, parte principale del complesso, è conservata per due terzi dell'altezza originaria e, oltre alla base romana, presenta ancora segni riconoscibili di tecniche architettoniche del XIII, del XVIII e del XIX secolo.

## Storia

### Periodo romano
L'area limitrofa al castello, che in età romana era fuori dalla cerchia delle mura, doveva essere luogo di villeggiatura per i patrizi romani. Nel 1939 si scoprì, infatti, una domus risalente all'età repubblicana (II-I secolo a.C.). In tale abitazione si ritrovò, sempre nello stesso anno, un emblema musivo che ancora oggi si trova nel Museo nazionale romano di palazzo Massimo.

La presenza romana è visibile anche alla base della torre principale e nelle mura, nelle quali sono inglobate parti di diversi edifici e strutture romane, come basoli di antiche strade, probabilmente reperiti nella vicina via Ardeatina antica.

### Età medievale ed età moderna
Le prime testimonianze indirette scritte dell'esistenza del Castello risalgono al 1217, quando papa Onorio III in una bolla papale, riferendosi alle tenute dei monaci di sant'Alessio di Roma, disse: duas pedicas terrae in Piliotti, vel Cicomola indicando con quest'ultima "la Cecchignola".

Nel 1458 la proprietà fu venduta dalla famiglia Capizucchi al cardinal Basilio Bessarione. Dopo vari affitti, nel 1467 andò in eredità alla cappella di sant'Eugenia nella basilica dei Santi Dodici Apostoli di Roma, che, a sua volta, la rivendette nel 1477 a Pietro Margani.
Nel testamento del cardinale la tenuta è citata come Cecchignola nova extra portam. Monsignor Nicola Maria Nicolai nelle sue Memorie, leggi e osservazioni sulle campagne e sull'annona di Roma citerà come nuova la tenuta di proprietà del Gran priorato di Roma del sovrano militare ordine di Malta, e come vecchia la tenuta della famiglia Cenci.

Dopo la proprietà dei Barberini e molte vicissitudini, la Cecchignola entrò a far parte dei possedimenti del cardinale Scipione Caffarelli-Borghese, nipote del regnante papa Paolo V. Il pontefice bonificò la zona e fece allestire un parco nel fosso della Cecchignola, tutto grazie a maestranze tra il 1618 e il 1619. Negli ultimi anni del XVII secolo la Cecchignola fu di proprietà della famiglia Pamphili, come tra l'altro conferma la notizia del 1695 secondo cui il cardinale Pamphilj avrebbe qui offerto un pranzo ai cardinali romani. Nel XVIII secolo entra a far parte delle proprietà della famiglia Lepri.
Dopo essere passata in possesso al Gran Priorato di Roma dell'Ordine di Malta nel 1770, papa Leone XII fece acquisire la tenuta dal Vaticano. 

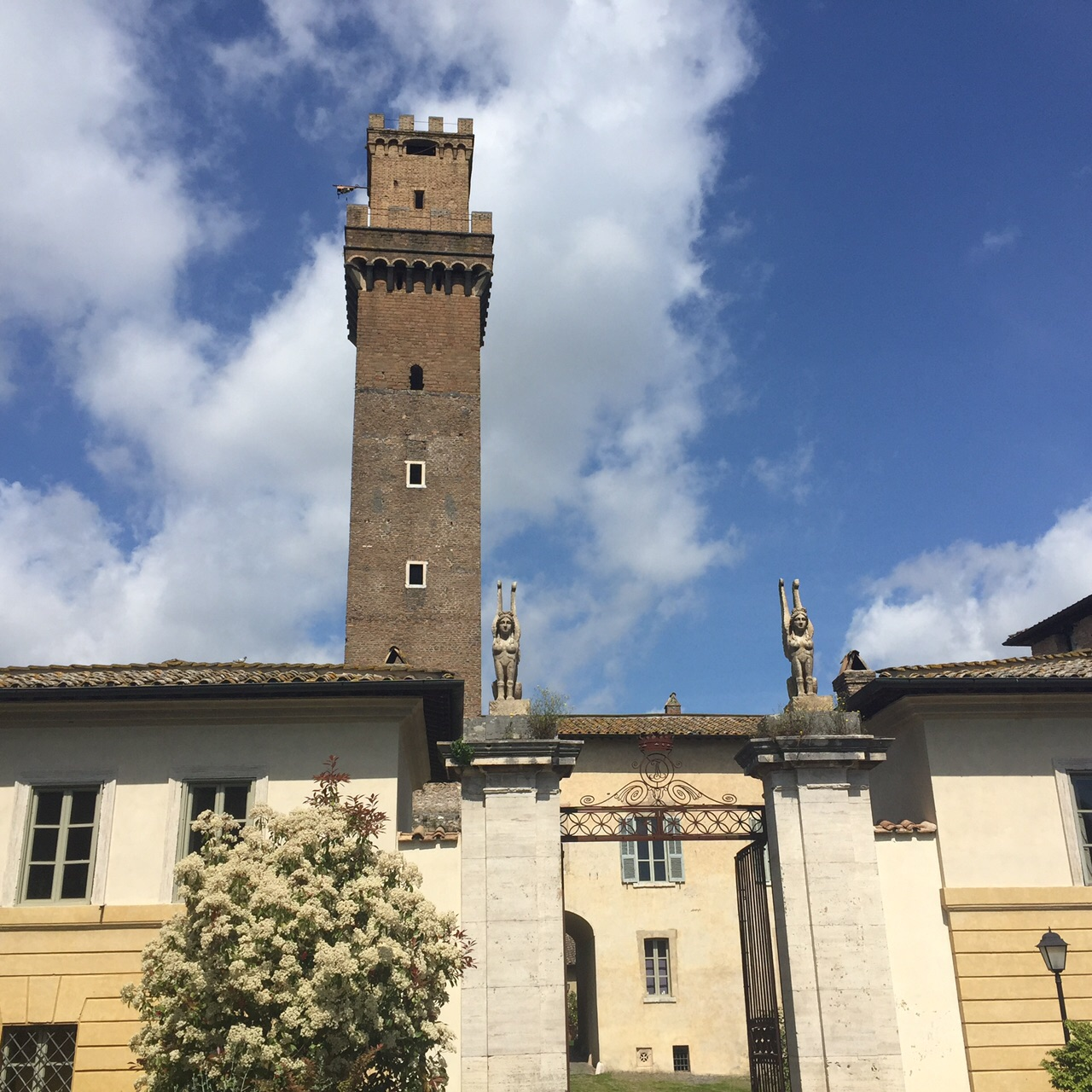
Castello della Cecchignola - ingresso est

### Età contemporanea
I numerosi abbellimenti e restauri aggiunti e compiuti da papa Leone XII furono asportati dal suo successore al soglio pontificio, Pio VIII, che li trasportò a Castel Gandolfo. Nel 1832 la tenuta passò ad Alessandro Torlonia ed alla sua famiglia. Le sue iniziali AT si leggono ancora oggi sul cancello principale, che costituisce da allora il nuovo monumentale ingresso. Un'altra prova della permanenza dei Torlonia alla Cecchignola è lo stemma, che compare più volte sulle murature della tenuta. Il castello della Cecchignola, dopo anni di restauri tra il XX secolo e l'inizio del XXI secolo, è tornato ai fasti antichi mantenendo i caratteri delle varie epoche che l'hanno segnato e che lo contraddistinguono.

Oggi la tenuta è sede dell'Università dei marmorari romani, specializzata in arte lapidea, scultura e marmi antichi, e di una biblioteca.